# Глагольная группа
Глагольной группой (ГГ, англ. Verb phrase, VP) в лингвистике называют синтаксическую единицу, состоящую из по меньшей мере одного глагола и его зависимых, таких как дополнения, комплементы и другие модификаторы. Исключение составляет подлежащее, не входящее в состав глагольной группы. Так, в предложении Толстый мужчина быстро положил бриллианты в коробку слова быстро положил бриллианты в коробку могут считаться глагольной группой, состоящей из глагола положил и его зависимых, но не включающей в себя подлежащее толстый мужчина. Таким образом, значение термина глагольная группа в некоторых контекстах совпадает с тем, что называют синтаксическим предикатом.
Глагольные группы могут быть как финитными (основанными на финитном глаголе), так и нефинитными (основанными на нефинитной форме глагола, такой как инфинитив, причастие или герундий). В то время как грамматика с фразовой структурой признаёт оба типа ГГ, грамматика зависимостей отрицает существование такой составляющей, как финитная ГГ (она, в отличие от грамматики с фразовой структурой, считает, что подлежащее — одно из зависимых глагола). В этом отношении, понимание термина «глагольная группа» может зависеть от того, какая из теорий рассматривается.

## ГГ в грамматике с фразовой структурой
В грамматике с фразовой структурой, например такой, как генеративная грамматика, ГГ — это группа, вершиной которой является глагол. Хотя ГГ и может состоять из одного только глагола, часто в неё будут входить основной и вспомогательный глаголы, а также (опционально) спецификаторы, комплементы и адъюнкты. Например:
Он пил, чтобы забыть тот день.
Маша увидела высокого мужчину в окне.
Я подарил Серёже книгу.
Первый пример содержит глагольную группу пил, чтобы забыть тот день с целевым зависимым. Второй содержит основной глагол увидела, объектную именную группу (ИГ) высокого мужчину и предложную группу (ПГ) в окне; все вместе они образуют глагольную группу. В третьем примере мы видим основной глагол подарил и две именные группы Серёже и книгу, которые также образуют глагольную группу.
Вплоть до середины-конца 1980-х в работах по грамматике с фразовой структурой иногда высказывалась идея о том, что в некоторых языках с очень свободным порядком слов (так называемые неконфигурационные языки, например, японский, венгерский или языки австралийских аборигенов), а также в языках, базовым порядком слов в которых является VSO (несколько кельтских языков и языков Океании) нет глагольной группы. В настоящее время некоторые разновидности генеративной грамматики (например, Теория принципов и параметров) утверждают, что глагольная группа присутствует во всех языках, в то время как другие (например, Лексико-функциональная грамматика) говорят, что по крайней мере некоторые языки всё же не имеют такой составляющей, как глагольная группа.
Наконец, грамматика с фразовой структурой не делает принципиальных различий между финитными и нефинитными глагольными группами, так как она рассматривает и те, и другие как составляющие. Грамматика зависимостей, как будет показано далее, очень отличается от неё в этом отношении.

## ГГ в грамматике зависимостей
В то время как грамматика с фразовой структурой (грамматика составляющих) рассматривает и финитные, и нефинитные глагольные группы как составляющие (то есть поддеревья), грамматика зависимостей не считает финитные глагольные группы составляющими, то есть признаёт таковыми только нефинитные ГГ. Например:
Ваня будет дарить конфеты. — жирным выделена финитная ГГ
Ваня будет дарить конфеты. — жирным выделена нефинитная ГГ
Так как будет дарить конфеты содержит финитный глагол будет, то это — финитная глагольная группа, а поскольку дарить конфеты содержит нефинитный глагол дарить, но не содержит финитного глагола, это нефинитная ГГ.
Мы не хотели прекращать ходить туда. — жирным выделена финитная ГГ
Мы не хотели прекращать ходить туда. — жирным выделена нефинитная ГГ
Мы не хотели прекращать ходить туда. — жирным выделена ещё одна нефинитная ГГ
Эти примеры наглядно демонстрируют, что многие предложения могут содержать больше одной нефинитной ГГ, но при этом, как правило, содержат лишь одну финитную ГГ. Начиная с работы Люсьена Теньера 1959 года, грамматика зависимостей ставит под сомнение оправданность изначального разделения клаузы на подлежащее (ИГ) и сказуемое (ГГ), отрицая таким образом, что сказуемое, например, финитная ГГ, является составляющей. Тем не менее, эта теория признаёт существование таких составляющих, как нефинитная ГГ. Различия во взглядах на глагольную группу можно увидеть на примере следующих деревьев:
Дерево составляющих слева показывает финитную ГГ будет дарить конфеты как составляющую, поскольку она соответствует поддереву. Дерево зависимостей справа, напротив, не содержит такой составляющей, как финитная ГГ, так как на нём нет поддерева, соответствующего группе будет дарить конфеты. Заметим, что оба анализа рассматривают нефинитную ГГ дарить конфеты как составляющую (поддерево).
В подтверждение своей теории, грамматика составляющих ссылается на результаты многих стандартных тестов на составляющие, таких как топикализация, псевдоклефт и эллипсис при ответе. Их результаты позволяют предполагать, что нефинитная ГГ существует как составляющая, а финитная — нет:
*…and has finished the work, John. — Топикализация
*What John has done is has finished the work. — Псевдоклефт
What has John done? — *Has finished the work. — Эллипсис при ответе
*…и будет дарить конфеты, Ваня. — Топикализация
 ? Что Ваня будет делать, так это будет дарить конфеты. — Псевдоклефт
Звёздочка (*) означает, что предложение недопустимо, вопросительный знак (?) — спорный случай. Сравним эти данные с результатами для нефинитной ГГ:
…and finished the work, John (certainly) has. — Топикализация
What John has done is finished the work. — Псевдоклефт
What has John done? — Finished the work. — Эллипсис при ответе
…и дарить конфеты Ваня (явно) будет. — Топикализация
Что Ваня будет делать, так это дарить конфеты. — Псевдоклефт
Но:
Что будет делать Ваня? — Будет дарить конфеты. — Эллипсис при ответе
Что будет делать Ваня? — Дарить конфеты. — Эллипсис при ответе
В русском языке не работает тест на эллипсис при ответе (оба предложения допустимы).
Если смотреть на строчки, выделенные жирным шрифтом, то видно, что в то время как попытки изолировать финитную глагольную группу оканчиваются неудачей (особенно в английских примерах), мы можем легко проделать эту процедуру с нефинитной ГГ.

## ГГ в узком смысле
Иногда глагольные группы определяют более узко, с целью разрешить их формирование только из тех элементов, которые являются непосредственно глагольными. Пример такого определения мы можем найти в книге Я. Г. Тестельца «Введение в общий синтаксис»: «Сочетание главного глагола со вспомогательным назовём глагольной группой». Согласно подобного рода определениям, глагольные группы могут состоять только из основных глаголов, вспомогательных глаголов и других инфинитивных или причастных конструкций. К примеру, в следующих предложениях только слова, выделенные жирным шрифтом, будут считаться глагольной группой:
Я буду бросать мяч.
Маша была убита горем.
Джек устал бродить по лесу.
Он хотел никогда не покидать это место.
Такое определение часто употребляется в функциональной грамматике и в традиционных европейских грамматиках. Оно несовместимо с пониманием глагольной группы в рамках грамматики составляющих, поскольку при стандартном анализе строки, выделенные жирным шрифтом, составляющими не являются. Тем не менее, такое определение совместимо с теми грамматиками, которые в качестве базовой синтаксической единицы рассматривают катену, а не составляющую (в частности, с грамматикой зависимостей). Более того, слова, выделенные жирным шрифтом — это синтаксические единицы, согласующиеся с определением предикатов в исчислении предикатов.